# Nestor (mytologisk kung)
Nestor var i grekisk mytologi kung i Pylos, son till Neleus och Chloris, och är en av de mer framträdande bifigurerna i både Iliaden och Odysséen. Nestor är en av de få personer som Homeros beskriver i entydigt positiva ordalag. Nestor beskrivs som en vältalig, vis och vördnadsbjudande åldring. På Nestors inrådan företog grekerna det trojanska kriget och han deltog själv med 90 skepp.
Nestor var en av argonauterna, han var med och kämpade mot kentaurerna med lapitherna och han deltog i jakten på den kalydoniska galten. Nestor blev kung efter att Herakles dödat hans fader och alla hans syskon.
Nestor var far till Perseus (inte samme Perseus som Zeus hjälteson), Peisistratos, Thrasymedes, Pisidike, Polykaste, Stratichos, Aretos, Echephron och Antilochos. 
Efter denne kung har "Nestor" på många språk, inklusive svenska, kommit att benämna den äldste och mest vördnadsvärde inom en viss krets eller sällskap.